# Nemorhaedus griseus
Goral gris ou goral chinois
Espèce
Statut de conservation UICN

 VU  : Vulnérable
Statut CITES
Le Goral gris ou Goral de Chine est un mammifère de la famille des Bovidés, et de la sous-famille des Caprinés.  Il est répandu de l'est de la Chine, du nord-est de l'Inde et du nord de l'Indochine (Myanmar, Thaïlande, Vietnam). Il vit dans les montagnes.

## Alimentation
C'est un animal végétarien qui se nourrit d'herbe, de feuille, de racines et des champignons.

## Reproduction
La période de reproduction est en novembre-décembre.

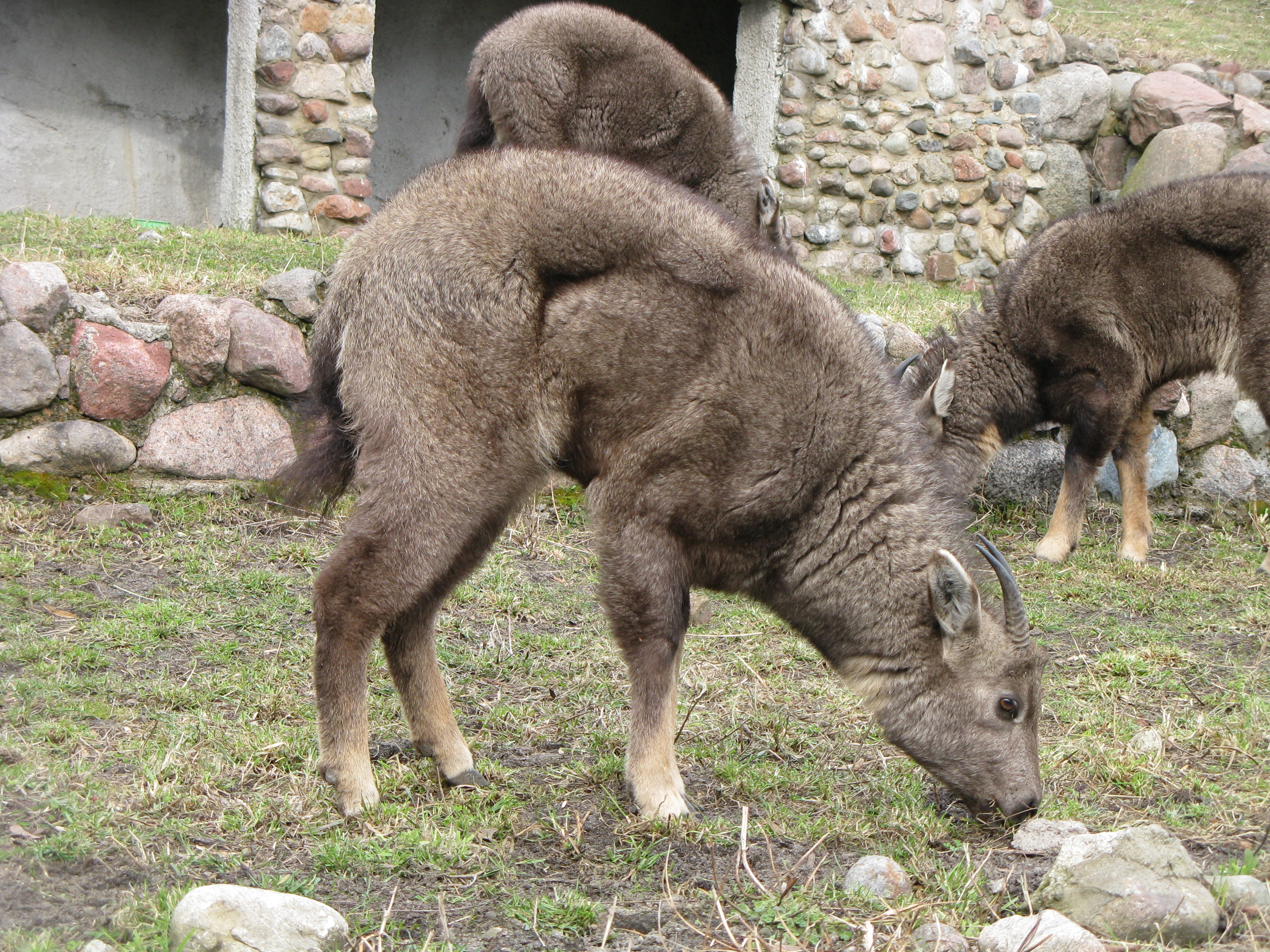
Goral gris

C'est une espèce en danger, classée vulnérable sur la liste rouge UICN des espèces menacées, et dont le commerce est soumis à la convention CITES).
Dans les trois provinces du nord de la Thaïlande, il reste encore en 2017 quelques centaines de gorals gris dont près de cent dans le parc national de Phu Soi Dao.
Parmi les menaces qui pèse sur lui, on peut mentionner le braconnage, la disparition de son milieu naturel, les feux de forêt et le tourisme.

## Classification
On distingue deux sous-espèces :
- Nemorhaedus griseus evansi, Shackleton, 1997
- Nemorhaedus griseus griseus[3]

Les gorals gris étaient auparavant considérés comme des sous-espèces Naemorhedus caudatus griseus ou evansi du goral à longue queue.